# Lista de línguas ameaçadas no Brasil
Uma língua ameaçada é uma língua que está caindo para fora de uso, geralmente porque tem poucos falantes sobreviventes. Se ela perder todos os seus falantes nativos ela irá se tornar uma língua extinta. A UNESCO distingue quatro níveis de risco para línguas ameaçadas, baseadas na transferência entre gerações:
| Vulnerável: A maioria das pessoas falam a língua, mas ela está restrita a certos domínios (ex: em casa). |
| Definitivamente ameaçada: As pessoas já não aprendem a língua em casa como língua materna. |
| Severamente ameaçada: A linguagem é falada pelos avós e gerações mais antigas; enquanto embora a presente geração possa a compreender, eles talvez não falem ela entre si, e não a passem para as suas crianças. |
| Criticamente ameaçada: As mais novas gerações que a fala são avós e mais velhos, e ainda assim pouco frequentemente ou parcialmente.                                                                             |
| Língua                          | Páises                       | Falantes | Status                   | Comentários | Ref |
| ------------------------------- | ---------------------------- | -------- | ------------------------ | ----------- | --- |
| Língua Aikana                   | Brasil                       |          | Definitivamente ameaçada |             |     |
| Língua Ajuru                    | Brasil                       |          | Severamente ameaçada     |             |     |
| Língua Akawaio                  | Brasil                       |          | Vulnerável               |             |     |
| Língua Akuntsu                  | Brasil                       |          | Criticamente ameaçada    |             |     |
| Língua Akwáwa                   | Brasil                       |          | Vulnerável               |             |     |
| Língua Anambé                   | Brasil                       |          | Criticamente ameaçada    |             |     |
| Língua Apalai                   | Brasil                       |          | Vulnerável               |             |     |
| Língua Apiaká                   | Brasil                       |          | Criticamente ameaçada    |             |     |
| Língua Apinajé                  | Brasil                       |          | Vulnerável               |             |     |
| Língua Apurinã                  | Brasil                       |          | Definitivamente ameaçada |             |     |
| Língua Arara do Pará            | Brasil                       |          | Vulnerável               |             |     |
| Língua Arára Shawãdáwa          | Brasil                       |          | Criticamente ameaçada    |             |     |
| Língua Araweté                  | Brasil                       |          | Vulnerável               |             |     |
| Língua Arikapu                  | Brasil                       |          | Criticamente ameaçada    |             |     |
| Língua Aruá (Língua Aruáshi)    | Brasil                       |          | Severamente ameaçada     |             |     |
| Língua Ashaninka                | Brasil                       |          | Vulnerável               |             |     |
| Língua Asurini do Xingu         | Brasil                       |          | Vulnerável               |             |     |
| Língua Aurê-Aurá                | Brasil                       |          | Criticamente ameaçada    |             |     |
| Língua Ava-Canoeiro             | Brasil                       |          | Criticamente ameaçada    |             |     |
| Língua Aweti                    | Brasil                       |          | Vulnerável               |             |     |
| Língua Bakairi                  | Brasil                       |          | Vulnerável               |             |     |
| Língua Banawá Yafi              | Brasil                       |          | Vulnerável               |             |     |
| Língua Baníwa do Içana          | Brasil, Colômbia e Venezuela |          | Vulnerável               |             |     |
| Língua Bara                     | Brasil                       |          | Vulnerável               |             |     |
| Língua Barasana                 | Brasil                       |          | Severamente ameaçada     |             |     |
| Língua Baré                     | Brasil                       |          | Criticamente ameaçada    |             |     |
| Língua Bororo                   | Brasil                       |          | Definitivamente ameaçada |             |     |
| Língua Carapana                 | Brasil                       |          | Severamente ameaçada     |             |     |
| Língua Cashinahua               | Brasil                       |          | Vulnerável               |             |     |
| Língua Chamacoco                | Brasil, Paraguai             |          | Criticamente ameaçada    |             |     |
| Língua Chiquitano               | Brasil                       |          | Criticamente ameaçada    |             |     |
| Língua Cinta Larga              | Brasil                       |          | Vulnerável               |             |     |
| Língua Cocama-Cocamilla         | Brasil                       |          | Criticamente ameaçada    |             |     |
| Língua Cubeo                    | Brasil                       |          | Definitivamente ameaçada |             |     |
| Língua Culina                   | Brasil                       |          | Vulnerável               |             |     |
| Língua Dâw                      | Brasil                       |          | Vulnerável               |             |     |
| Língua Dení                     | Brasil                       |          | Vulnerável               |             |     |
| Língua Desano                   | Brasil                       |          | Definitivamente ameaçada |             |     |
| Língua Diahói                   | Brasil                       |          | Criticamente ameaçada    |             |     |
| Língua Djeoromitxi              | Brasil                       |          | Severamente ameaçada     |             |     |
| Língua Enawenê-Nawê             | Brasil                       |          | Vulnerável               |             |     |
| Língua Galibi Marworno          | Brasil                       |          | Vulnerável               |             |     |
| Língua Gavião de Rondônia       | Brasil                       |          | Vulnerável               |             |     |
| Língua Gavião do Pará           | Brasil                       |          | Vulnerável               |             |     |
| Língua Guajá                    | Brasil                       |          | Vulnerável               |             |     |
| Língua Guajajara                | Brasil                       |          | Vulnerável               |             |     |
| Língua Guarasu                  | Brasil                       |          | Criticamente ameaçada    |             |     |
| Língua Guató                    | Brasil                       |          | Criticamente ameaçada    |             |     |
| Língua Hixkaryána               | Brasil                       |          | Vulnerável               |             |     |
| Língua Hupda                    | Brasil                       |          | Vulnerável               |             |     |
| Língua Ikpeng                   | Brasil                       |          | Vulnerável               |             |     |
| Língua Iranxe                   | Brasil                       |          | Criticamente ameaçada    |             |     |
| Língua Jamamadí                 | Brasil                       |          | Vulnerável               |             |     |
| Língua Jarawára                 | Brasil                       |          | Vulnerável               |             |     |
| Língua Javaé                    | Brasil                       |          | Definitivamente ameaçada |             |     |
| Língua Juma                     | Brasil                       |          | Criticamente ameaçada    |             |     |
| Língua Ka'apór                  | Brasil                       |          | Vulnerável               |             |     |
| Língua Kadiwéu                  | Brasil                       |          | Definitivamente ameaçada |             |     |
| Língua Kaingang                 | Brasil                       |          | Definitivamente ameaçada |             |     |
| Língua Kaiowá Guarani           | Brasil                       |          | Vulnerável               |             |     |
| Língua Kaixána                  | Brasil                       |          | Criticamente ameaçada    |             |     |
| Língua Kalapalo                 | Brasil                       |          | Vulnerável               |             |     |
| Língua Kamaiurá                 | Brasil                       |          | Vulnerável               |             |     |
| Língua Kanela Apaniekra         | Brasil                       |          | Vulnerável               |             |     |
| Língua Kanela Rankokamekra      | Brasil                       |          | Vulnerável               |             |     |
| Língua Kanoê                    | Brasil                       |          | Criticamente ameaçada    |             |     |
| Língua Karajá                   | Brasil                       |          | Vulnerável               |             |     |
| Língua Kari'ña                  | Brasil                       |          | Definitivamente ameaçada |             |     |
| Língua Karipuna                 | Brasil                       |          | Definitivamente ameaçada |             |     |
| Língua Karipuna do Amapá        | Brasil                       |          | Vulnerável               |             |     |
| Língua Karitiana                | Brasil                       |          | Vulnerável               |             |     |
| Língua Karo                     | Brasil                       |          | Vulnerável               |             |     |
| Língua Katawixi                 | Brasil                       |          | Criticamente ameaçada    |             |     |
| Língua Katukina do Acre         | Brasil                       |          | Severamente ameaçada     |             |     |
| Língua Katukína-Kanamarí        | Brasil                       |          | Vulnerável               |             |     |
| Língua Katxuyana-Xikuyána       | Brasil                       |          | Vulnerável               |             |     |
| Língua Kaxarari                 | Brasil                       |          | Criticamente ameaçada    |             |     |
| Língua Kayabi                   | Brasil                       |          | Vulnerável               |             |     |
| Língua Kinikinau                | Brasil                       |          | Criticamente ameaçada    |             |     |
| Língua Kisêdjê                  | Brasil                       |          | Vulnerável               |             |     |
| Língua Korúbo                   | Brasil                       |          | Vulnerável               |             |     |
| Língua Krahô                    | Brasil                       |          | Vulnerável               |             |     |
| Língua Krenak                   | Brasil                       |          | Criticamente ameaçada    |             |     |
| Língua Krikati                  | Brasil                       |          | Vulnerável               |             |     |
| Língua Kuikuro                  | Brasil                       |          | Vulnerável               |             |     |
| Língua Kujubim                  | Brasil                       |          | Criticamente ameaçada    |             |     |
| Língua Kulina Páno              | Brasil                       |          | Severamente ameaçada     |             |     |
| Língua Kurripako                | Brasil                       |          | Vulnerável               |             |     |
| Língua Kuruáya                  | Brasil                       |          | Criticamente ameaçada    |             |     |
| Língua Kwazá                    | Brasil                       |          | Criticamente ameaçada    |             |     |
| Língua Machineri                | Brasil                       |          | Vulnerável               |             |     |
| Língua Macuna                   | Brasil                       |          | Vulnerável               |             |     |
| Língua Macushi                  | Brasil                       |          | Vulnerável               |             |     |
| Língua Makurap                  | Brasil                       |          | Severamente ameaçada     |             |     |
| Língua Marúbo                   | Brasil                       |          | Vulnerável               |             |     |
| Língua Matipu                   | Brasil                       |          | Criticamente ameaçada    |             |     |
| Língua Matís                    | Brasil                       |          | Vulnerável               |             |     |
| Língua Mawayana                 | Brasil, Suriname             |          | Criticamente ameaçada    |             |     |
| Língua Mawé                     | Brasil                       |          | Vulnerável               |             |     |
| Língua Maxakali                 | Brasil                       |          | Vulnerável               |             |     |
| Língua Mayoruna                 | Brasil                       |          | Vulnerável               |             |     |
| Língua Mbya Guarani             | Brasil                       |          | Vulnerável               |             |     |
| Língua Mebengokre               | Brasil                       |          | Vulnerável               |             |     |
| Língua Mehináku                 | Brasil                       |          | Vulnerável               |             |     |
| Língua Miraña                   | Brasil                       |          | Criticamente ameaçada    |             |     |
| Língua Mirití Tapuia            | Brasil                       |          | Criticamente ameaçada    |             |     |
| Língua Mundurukú                | Brasil                       |          | Vulnerável               |             |     |
| Língua Myky                     | Brasil                       |          | Vulnerável               |             |     |
| Língua Nadëb                    | Brasil                       |          | Definitivamente ameaçada |             |     |
| Língua Nahukwa                  | Brasil                       |          | Definitivamente ameaçada |             |     |
| Língua Nambiquara do Norte      | Brasil                       |          | Vulnerável               |             |     |
| Língua Nambiquara do Sul        | Brasil                       |          | Vulnerável               |             |     |
| Língua Ñandeva Guarani          | Brasil                       |          | Vulnerável               |             |     |
| Língua nheengatu / Língua Yeral | Brasil                       |          | Severamente ameaçada     |             |     |
| Língua Ninam                    | Brasil                       |          | Vulnerável               |             |     |
| Língua Ofayé                    | Brasil                       |          | Criticamente ameaçada    |             |     |
| Língua Omagua                   | Brasil                       |          | Criticamente ameaçada    |             |     |
| Língua Oro Win                  | Brasil                       |          | Criticamente ameaçada    |             |     |
| Língua Paiter                   | Brasil                       |          | Vulnerável               |             |     |
| Língua Palikur                  | Brasil                       |          | Vulnerável               |             |     |
| Língua Panará                   | Brasil                       |          | Vulnerável               |             |     |
| Língua Pareci                   | Brasil                       |          | Definitivamente ameaçada |             |     |
| Língua Parintintin              | Brasil                       |          | Criticamente ameaçada    |             |     |
| Língua Patamona                 | Brasil                       |          | Vulnerável               |             |     |
| Língua Paumarí                  | Brasil                       |          | Severamente ameaçada     |             |     |
| Língua Pemon                    | Brasil                       |          | Vulnerável               |             |     |
| Língua Pirahã                   | Brasil                       |          | Vulnerável               |             |     |
| Língua Piratapuya               | Brasil                       |          | Severamente ameaçada     |             |     |
| Língua Poyanawa                 | Brasil                       |          | Criticamente ameaçada    |             |     |
| Língua Pukobyê                  | Brasil                       |          | Vulnerável               |             |     |
| Língua Puruborá                 | Brasil                       |          | Criticamente ameaçada    |             |     |
| Língua Rikbaktsa                | Brasil                       |          | Severamente ameaçada     |             |     |
| Língua Sabanê                   | Brasil                       |          | Criticamente ameaçada    |             |     |
| Língua Sakurabiat               | Brasil                       |          | Severamente ameaçada     |             |     |
| Língua Salamãy                  | Brasil                       |          | Criticamente ameaçada    |             |     |
| Língua Sanema                   | Brasil                       |          | Vulnerável               |             |     |
| Língua Shanenawa                | Brasil                       |          | Vulnerável               |             |     |
| Língua Siriano                  | Brasil                       |          | Vulnerável               |             |     |
| Língua Suruahá                  | Brasil                       |          | Vulnerável               |             |     |
| Língua Tapayuna                 | Brasil                       |          | Severamente ameaçada     |             |     |
| Língua Tapirapé                 | Brasil                       |          | Vulnerável               |             |     |
| Língua Tariana                  | Brasil                       |          | Criticamente ameaçada    |             |     |
| Língua Tembé                    | Brasil                       |          | Severamente ameaçada     |             |     |
| Língua Tenharim                 | Brasil                       |          | Severamente ameaçada     |             |     |
| Língua Terena                   | Brasil                       |          | Severamente ameaçada     |             |     |
| Língua Ticuna                   | Brasil, Colômbia e Peru      |          | Definitivamente ameaçada |             |     |
| Língua Trio                     | Brasil                       |          | Vulnerável               |             |     |
| Língua Trumai                   | Brasil                       |          | Criticamente ameaçada    |             |     |
| Língua Tucano                   | Brasil                       |          | Vulnerável               |             |     |
| Língua Tupari                   | Brasil                       |          | Definitivamente ameaçada |             |     |
| Língua Tuyuca                   | Brasil                       |          | Vulnerável               |             |     |
| Língua Uru-eu-au-au             | Brasil                       |          | Vulnerável               |             |     |
| Língua Waimiri-Atroarí          | Brasil                       |          | Vulnerável               |             |     |
| Língua Waiwai                   | Brasil                       |          | Vulnerável               |             |     |
| Língua Wajãpi                   | Brasil                       |          | Vulnerável               |             |     |
| Língua Wanano / Língua Kotiria  | Brasil                       |          | Vulnerável               |             |     |
| Língua Wapishana                | Brasil                       |          | Definitivamente ameaçada |             |     |
| Língua Warekena                 | Brasil                       |          | Definitivamente ameaçada |             |     |
| Língua Wari                     | Brasil                       |          | Definitivamente ameaçada |             |     |
| Língua uaurá                    | Brasil                       |          | Vulnerável               |             |     |
| Língua Wayana                   | Brasil                       |          | Vulnerável               |             |     |
| Língua Xambioá                  | Brasil                       |          | Criticamente ameaçada    |             |     |
| Língua Xavante                  | Brasil                       |          | Vulnerável               |             |     |
| Língua Xerente                  | Brasil                       |          | Severamente ameaçada     |             |     |
| Língua Xetá                     | Brasil                       |          | Criticamente ameaçada    |             |     |
| Língua Xipáya                   | Brasil                       |          | Criticamente ameaçada    |             |     |
| Língua Xokleng                  | Brasil                       |          | Criticamente ameaçada    |             |     |
| Língua Yaminahua                | Brasil                       |          | Vulnerável               |             |     |
| Língua Yanomám                  | Brasil                       |          | Vulnerável               |             |     |
| Língua Yanomami                 | Brasil                       |          | Vulnerável               |             |     |
| Língua Yatê                     | Brasil                       |          | Severamente ameaçada     |             |     |
| Língua Yawalapiti               | Brasil                       |          | Criticamente ameaçada    |             |     |
| Língua Yawanawá                 | Brasil                       |          | Vulnerável               |             |     |
| Língua Yecuana                  | Brasil                       |          | Vulnerável               |             |     |
| Língua Yudja                    | Brasil                       |          | Vulnerável               |             |     |
| Língua Yuhup                    | Brasil                       |          | Vulnerável               |             |     |
| Língua Zo'é                     | Brasil                       |          | Vulnerável               |             |     |
| Língua Zoró                     | Brasil                       |          | Vulnerável               |             |     |